# Frank Atkinson
Frank Atkinson (Blackpool, Lancashire, 19 de março de 1893 – Pinner, Middlesex, 23 de fevereiro de 1963) foi um ator britânico da era do cinema mudo.

## Filmografia selecionada
- The Great Defender (1934)
- Play Up the Band (1935)
- Death Drives Through (1935)
- Look Up and Laugh (1935)
- The Limping Man (1936)
- The Schooner Gang (1937)
- The Show Goes On (1937)
- Knights for a Day (1937)